# Panyola
Panyola là một thị trấn thuộc hạt Szabolcs-Szatmár-Bereg, Hungary. Thị trấn này có diện tích 12,23 km², dân số năm 2010 là 590 người, mật độ 48 người/km².